# Saint-Laurent-de-la-Salle
Saint-Laurent-de-la-Salle è un comune francese di 384 abitanti situato nel dipartimento della Vandea nella regione dei Paesi della Loira.

## Società

### Evoluzione demografica
Abitanti censiti